# Critèrium del Dauphiné 2013
El Critèrium del Dauphiné 2013 fou la 65a edició de la cursa ciclista Critèrium del Dauphiné. La cursa es disputà entre el 2 i el 9 de juny de 2013, amb un recorregut de 1.117 km repartits entre vuit etapes. El punt de partida fou Champéry, Suïssa i finalitzà una setmana més tard a Risoul. Aquesta era la setzena prova de l'UCI World Tour 2013.
La cursa fou guanyada pel britànic Chris Froome (Team Sky), sent el tercer any consecutiu que un ciclista del Team Sky guanya la cursa, després que Bradley Wiggins ho fes el 2011 i 2012. Froome es va fer amb el lideratge en guanyar la cinquena etapa i va mantenir les diferències fins a la finalització de la cursa. En segona posició acabà el company d'equip de Froome, l'australià Richie Porte, mentre l'espanyol Daniel Moreno (Team Katusha) acabà en tercera posició.
Quant a les classificacions secundàries, l'australià Rohan Dennis (Garmin-Sharp) guanyà la classificació dels joves, el belga Gianni Meersman (Omega Pharma-Quick Step), tot i no guanyar cap etapa, guanyà la classificació dels punts i el francès Thomas Damuseau (Argos-Shimano) guanyà la classificació de la muntanya. La classificació per equips se l'adjudicà el Team Sky.

## Equips participants
Al Critèrium del Dauphiné, en tant que prova World Tour, hi prenen part els 19 equips ProTour. Quatre equips continentals professionals són convidats pels organitzadors, l'Amaury Sport Organisation, el 23 de gener de 2013: Bretagne-Séché Environnement, Cofidis, Team Europcar i NetApp-Endura, ·  formant un gran grup de 23 equips després que el TAS readmetés al Team Katusha com a equip worldtour. Independentment, l'equip AG2R La Mondiale anuncià que a causa del positiu del seu corredor Sylvain Georges durant el darrer Giro d'Itàlia, sumat al de Steve Houanard set mesos abans, no prendria part al Critérium del Dauphiné seguint les regles del Moviment per un ciclisme creïble. Això va fer que finalment fossin 22 els equips participants.
| Núm.    | Codi | Equip                 |
| ------- | ---- | --------------------- |
| 1-8     | SKY  | Team Sky              |
| 11-18   | TST  | Team Saxo-Tinkoff     |
| 21-28   | LTB  | Lotto-Belisol         |
| 31-38   | AST  | Astana Qazaqstan Team |
| 41-48   | BMC  | BMC Racing Team       |
| 51-58   | BLA  | Blanco Team           |
| 61-68   | RLT  | RadioShack-Leopard    |
| 71-78   | OGE  | Orica-GreenEDGE       |
| 81-88   | KAT  | Team Katusha          |
| 91-98   | COF  | Cofidis               |
| 101-108 | EUS  | Euskaltel–Euskadi     |

| Núm.    | Codi | Equip                        |
| ------- | ---- | ---------------------------- |
| 111-118 | GRS  | Garmin-Sharp                 |
| 121-128 | LAM  | Lampre-Merida                |
| 131-138 | FDJ  | FDJ-BigMat                   |
| 141-148 | EUC  | Team Europcar                |
| 151-158 | OPQ  | Omega Pharma-Quick Step      |
| 161-168 | CAN  | Cannondale                   |
| 171-178 | MOV  | Movistar Team                |
| 181-188 | VCD  | Vacansoleil-DCM              |
| 191-198 | ARG  | Argos-Shimano                |
| 201-208 | BSE  | Bretagne-Séché Environnement |
| 211-218 | TNE  | NetApp-Endura                |

## Principals favorits
Abans de començar la cursa els entesos en ciclisme pronosticaven un duel entre els dos principals favorits al Tour de França, Christopher Froome i Alberto Contador. Ambdós serà la tercera cursa que compartiran aquesta temporada, després que Froome superés a Contador al Tour d'Oman i la Tirrena-Adriàtica. Altres ciclistes a tenir un paper destacat són Jurgen van den Broeck, Tony Martin, Sylvain Chavanel, Thomas Voeckler, Pierre Rolland, Joaquim Rodríguez, Samuel Sánchez, Alejandro Valverde o Damiano Cunego.

## Etapes
| Etapa    | Data      | Recorregut                            |                           | Km    | Vencedor d'etapa           | Líder de la general  |
| -------- | --------- | ------------------------------------- | ------------------------- | ----- | -------------------------- | -------------------- |
| 1a etapa | 2 de juny | Champéry (SUI)- Champéry (SUI)        | Etapa de mitja muntanya   | 121,0 | David Veilleux (CAN)       | David Veilleux (CAN) |
| 2a etapa | 3 de juny | Châtel - Oyonnax                      | Etapa plana               | 191,0 | Elia Viviani (ITA)         | David Veilleux (CAN) |
| 3a etapa | 4 de juny | Ambérieu-en-Bugey - Tarare            | Etapa plana               | 167,0 | Edvald Boasson Hagen (NOR) | David Veilleux (CAN) |
| 4a etapa | 5 de juny | Villars-les-Dombes - Parc dels ocells | contrarellotge individual | 32,5  | Tony Martin (GER)          | Rohan Dennis (AUS)   |
| 5a etapa | 6 de juny | Grésy-sur-Aix - Valmorel              | Etapa de muntanya         | 139,0 | Chris Froome (GBR)         | Chris Froome (GBR)   |
| 6a etapa | 7 de juny | La Léchère - Grenoble                 | Etapa de mitja muntanya   | 143,0 | Thomas Voeckler (FRA)      | Chris Froome (GBR)   |
| 7a etapa | 8 de juny | Pont-de-Claix - SuperDévoluy          | Etapa de muntanya         | 187,5 | Samuel Sánchez (ESP)       | Chris Froome (GBR)   |
| 8a etapa | 9 de juny | Sisteron - Risós                      | Etapa de muntanya         | 155,5 | Alessandro de Marchi (ITA) | Chris Froome (GBR)   |

### 1a etapa
2 de juny de 2013 - Champéry (SUI)- Champéry (SUI), 121,0 km
Tot i que la sortida i l'arribada es fa a la localitat suïssa de Champéry, sent la primera vegada que el Critèrium del Dauphiné surt de Suïssa, la major part del recorregut té lloc al departament de l'Alta Savoia. Després d'uns primers quilòmetres en lleuger descens, ben aviat s'inicia l'ascensió a la primera de les ascensions del dia, la cota de Morgins (9,2 km al 6%) de primera categoria i que es corona al km 12,5. Un llarg i prolongat descens portarà els ciclistes a un nou port de primera, el coll de Corbier (7,6 km al 7,5%). De tornada cap a Champéry, i després de passat per la meta volant a La Chapelle-d'Abondance, es torna a passar per la cota de Morgins, ara de segona categoria, abans d'iniciar la darrera ascensió del dia a la cota de Champéry, de tercera categoria (6,9 km al 3,3%) i que es corona a tan sols un quilòmetre de l'arribada.
L'escapada del dia s'inicia durant l'ascensió a la primera dificultat muntanyosa del dia, la cota de Morgins i va a càrrec de David Veilleux (Team Europcar. Posteriorment se li uneixen tres ciclistes més, Ricardo García (Euskaltel–Euskadi), Thomas Damuseau (Argos-Shimano) i Jean-Marc Bideau (Bretagne-Séché Environnement). El quartet aconseguí una màxima diferència de prop de 10 minuts. Per darrere Tony Martin (Omega Pharma-Quick Step) intentà enllaçar amb els escapats, sense sort. Veilleux atacà en l'ascensió al coll de Corbier, i ben aviat obtingué uns 40 segons sobre García i Damuseau, mentre Bideau ja havia quedat despenjat abans de l'ascensió. Veilleux va ampliar i posteriorment conservar la diferència per arribar amb prop de dos minuts sobre el gran grup a l'arribada a Champéry, aconseguint d'aquesta manera la seva victòria més important fins al moment i el liderat.
| Resultats i classificació després de la 1a etapa \| \| Ciclista \| Equip \| Temps \| \| -- \| ------------------------ \| ----------------------- \| ---------- \| \| 1 \| David Veilleux (CAN) \| Team Europcar \| 3h 17' 35" \| \| 2 \| Gianni Meersman (BEL) \| Omega Pharma-Quick Step \| + 1' 56" \| \| 3 \| Tom-Jelte Slagter (NED) \| Blanco Team \| + 1' 57" \| \| 4 \| Richie Porte (AUS) \| Team Sky \| + 1' 57" \| \| 5 \| Chris Froome (GBR) \| Team Sky \| + 1' 57" \| \| 6 \| Ángel Madrazo (ESP) \| Movistar Team \| + 1' 57" \| \| 7 \| Jakob Fuglsang (DEN) \| Astana Qazaqstan Team \| + 1' 57" \| \| 8 \| Alejandro Valverde (ESP) \| Movistar Team \| + 1' 57" \| \| 9 \| Tony Gallopin (FRA) \| RadioShack-Leopard \| + 1' 57" \| \| 10 \| Leopold König (CZE) \| NetApp-Endura \| + 1' 57" \| |                          |                         |            |
| | Ciclista                 | Equip                   | Temps      |
| 1 | David Veilleux (CAN)     | Team Europcar           | 3h 17' 35" |
| 2 | Gianni Meersman (BEL)    | Omega Pharma-Quick Step | + 1' 56"   |
| 3 | Tom-Jelte Slagter (NED)  | Blanco Team             | + 1' 57"   |
| 4 | Richie Porte (AUS)       | Team Sky                | + 1' 57"   |
| 5 | Chris Froome (GBR)       | Team Sky                | + 1' 57"   |
| 6 | Ángel Madrazo (ESP)      | Movistar Team           | + 1' 57"   |
| 7 | Jakob Fuglsang (DEN)     | Astana Qazaqstan Team   | + 1' 57"   |
| 8 | Alejandro Valverde (ESP) | Movistar Team           | + 1' 57"   |
| 9 | Tony Gallopin (FRA)      | RadioShack-Leopard      | + 1' 57"   |
| 10 | Leopold König (CZE)      | NetApp-Endura           | + 1' 57"   |

### 2a etapa
3 de juny de 2013 - Châtel - Oyonnax, 191,0 km
Tot i ser considerada una etapa plana per l'organització, la segona part de l'etapa és força muntanyosa, amb tres cotes de quarta categoria (km 74,5; 120,5 i 168,5), una de tercera (km 136) i dues de segona: la cota de Communal (5,6 km al 6,3%), al km 151,5 i el coll de Sentier (2,7 km al 7,6%), que es corona a tan sols 11 km per a l'arribada a Oyonnax. Un ràpid descens condueix els ciclistes a l'arribada.
En els primers quilòmetres fins a quatre ciclistes intenten l'escapada en solitari, però no serà fins al km 22 quan es formi un quartet al capdavant compost per Thomas Damuseau (Argos-Shimano), Arnaud Gérard (Bretagne-Séché Environnement), Rudy Molard (Cofidis) i José Mendes (NetApp-Endura). El gran grup no els deixà agafar més de cinc minuts en cap moment de l'escapada.
Als peus de la cota de Bugnon els escapats disposen de menys d'un minut sobre el gran grup. Molard atacà als seus companys, aconseguint obrir un avantatge de poc més d'un minut, mentre els altres eren reintegrats al gran grup, liderat per l'Omega Pharma-Quick Step. Molard es mantingué al capdavant fins als metres finals de la darrera ascensió, el coll de Sentier, quan el seu company Rein Taaramäe atacà. Taaramäe es mantingué escapat fin a tan sols 2,5 km per a l'arribada. La victòria es decidí a l'esprint, sent el més ràpid l'italià Elia Viviani (Cannondale), per davant Gianni Meersman (Omega Pharma-Quick Step), que per segon dia consecutiu acabà segon.
|    | Ciclista                          | Equip                        | Temps      |
| -- | --------------------------------- | ---------------------------- | ---------- |
| 1  | Elia Viviani (ITA)                | Cannondale                   | 4h 39' 15" |
| 2  | Gianni Meersman (BEL)             | Omega Pharma-Quick Step      | m. t.      |
| 3  | Tony Gallopin (FRA)               | RadioShack-Leopard           | m. t.      |
| 4  | Reinardt Janse van Rensburg (RSA) | Argos-Shimano                | m. t.      |
| 5  | Anthony Geslin (FRA)              | FDJ                          | m. t.      |
| 6  | Armindo Fonseca (FRA)             | Bretagne-Séché Environnement | m. t.      |
| 7  | Bram Tankink (NED)                | Blanco Team                  | m. t.      |
| 8  | Warren Barguil (FRA)              | Argos-Shimano                | m. t.      |
| 9  | Joan Antoni Flecha (ESP)          | Vacansoleil-DCM              | m. t.      |
| 10 | Wesley Sulzberger (AUS)           | Orica-GreenEDGE              | m. t.      |

|    | Ciclista                 | Equip                   | Temps      |
| -- | ------------------------ | ----------------------- | ---------- |
| 1  | David Veilleux (CAN)     | Team Europcar           | 7h 56' 50" |
| 2  | Gianni Meersman (BEL)    | Omega Pharma-Quick Step | + 1' 56"   |
| 3  | Tony Gallopin (FRA)      | RadioShack-Leopard      | + 1' 57"   |
| 4  | Warren Barguil (FRA)     | Argos-Shimano           | + 1' 57"   |
| 5  | Alejandro Valverde (ESP) | Movistar Team           | + 1' 57"   |
| 6  | Jakob Fuglsang (DEN)     | Astana Qazaqstan Team   | + 1' 57"   |
| 7  | Chris Froome (GBR)       | Team Sky                | + 1' 57"   |
| 8  | Richie Porte (AUS)       | Team Sky                | + 1' 57"   |
| 9  | Ángel Madrazo (ESP)      | Movistar Team           | + 1' 57"   |
| 10 | Geraint Thomas (GBR)     | Team Sky                | + 1' 57"   |

### 3a etapa
4 de juny de 2013 - Ambérieu-en-Bugey - Tarare, 167,0 km
Etapa que es pot dividir en dues parts. Una primera part de 100 km gairebé plana i uns darrers quilòmetres amb dues cotes de tercera categoria, la darrera d'elles a tan sols 10 km per a l'arribada a Tarare. Entre ambdós ports hi ha l'esprint intermedi del dia.
Quatre ciclistes formen l'escapada del dia: Fumiyuki Beppu (Orica-GreenEDGE), Jacob Rathe (Garmin-Sharp), Sander Cordeel (Lotto-Belisol) i el català Joan Antoni Flecha (Vacansoleil-DCM). El quartet va aconseguir una màxima diferència propera als set minuts. L'esforç de l'Team Europcar i l'Omega Pharma-Quick Step anà reduint les diferències, sent sols d'un minut al pas per l'esprint de Cublize. Cordeel va ser l'últim membre dels escapats en ser reintegrat al gran grup, en començar l'ascensió al coll des Sauvages. Tot i algun intent d'escapada en els darrers quilòmetres finalment la victòria es disputà a l'esprint. El més ràpid fou Edvald Boasson Hagen (Team Sky), per davant de Michael Matthews (Orica-GreenEDGE) i Gianni Meersman (Omega Pharma-Quick Step).
|    | Ciclista                          | Equip                   | Temps      |
| -- | --------------------------------- | ----------------------- | ---------- |
| 1  | Edvald Boasson Hagen (NOR)        | Team Sky                | 4h 03' 32" |
| 2  | Michael Matthews (AUS)            | Orica-GreenEDGE         | m. t.      |
| 3  | Gianni Meersman (BEL)             | Omega Pharma-Quick Step | m. t.      |
| 4  | Thor Hushovd (NOR)                | BMC Racing Team         | m. t.      |
| 5  | Elia Viviani (ITA)                | Cannondale              | m. t.      |
| 6  | Reinardt Janse van Rensburg (RSA) | Argos-Shimano           | m. t.      |
| 7  | Nacer Bouhanni (FRA)              | FDJ                     | m. t.      |
| 8  | Paul Voss (GER)                   | NetApp-Endura           | m. t.      |
| 9  | Sylvain Chavanel (FRA)            | Omega Pharma-Quick Step | m. t.      |
| 10 | Francesco Gavazzi (ITA)           | Astana Qazaqstan Team   | m. t.      |

|    | Ciclista                 | Equip                   | Temps       |
| -- | ------------------------ | ----------------------- | ----------- |
| 1  | David Veilleux (CAN)     | Team Europcar           | 12h 00' 22" |
| 2  | Gianni Meersman (BEL)    | Omega Pharma-Quick Step | + 1' 56"    |
| 3  | Tony Gallopin (FRA)      | RadioShack-Leopard      | + 1' 57"    |
| 4  | Alejandro Valverde (ESP) | Movistar Team           | + 1' 57"    |
| 5  | Warren Barguil (FRA)     | Argos-Shimano           | + 1' 57"    |
| 6  | Jakob Fuglsang (DEN)     | Astana Qazaqstan Team   | + 1' 57"    |
| 7  | Geraint Thomas (GBR)     | Team Sky                | + 1' 57"    |
| 8  | Ángel Madrazo (ESP)      | Movistar Team           | + 1' 57"    |
| 9  | Richie Porte (AUS)       | Team Sky                | + 1' 57"    |
| 10 | Alberto Contador (ESP)   | Team Saxo-Tinkoff       | + 1' 57"    |

### 4a etapa
5 de juny de 2013 - Villars-les-Dombes - Parc dels ocells, 32,5 km (CRI)
L'única contrarellotge de la cursa es disputa pels voltants de Villars-les-Dombes, al departament de l'Ain. El recorregut té 32 km i és gairebé plana.
Com és norma en les contrarellotges individuals els ciclistes prenen la sortida segons l'ordre invers a la classificació general en finalitzar l'etapa anterior. Així, el primer a sortir és Larry Warbasse (BMC Racing Team), classificat en darrera posició, a més de 35 minuts del líder, David Veilleux. Warbasse va fer un temps de 42' 43", però ben aviat fou superat per Mitchell Docker (Orica-GreenEDGE) que el superà en dos minuts. El següent ciclista en millorar el temps fou Alexander Wetterhall (NetApp-Endura), amb un temps de 40' 19". Jack Bauer (Garmin-Sharp) fou el primer a baixar dels 40 minuts, deixant el temps en 39' 33". Eloy Teruel (Movistar Team), que millorà el temps de Bauer en cinc segons, ocupà el liderat poca estona, ja que Jan Bárta (NetApp-Endura) completà l'etaà en 38' 30". Jonathan Castroviejo (Movistar Team) deixà el temps en 38' 02", però Tony Martin (Omega Pharma-Quick Step) el rebaixà fins a situar-lo en 36' 54", un temps que no seria superat per cap altre corredor. Rohan Dennis (Garmin-Sharp) acabà segon, a 47" de Martin, cosa que li va valer per passar a liderar la cursa. Per la seva banda Chris Froome (Team Sky) va ser el millor d'entre els favorits a la victòria final, en perdre tan sols 52". Samuel Sánchez (Euskaltel–Euskadi) va perdre 3' 22", Alejandro Valverde (Movistar Team) 3' 29", Alberto Contador (Team Saxo-Tinkoff) 3' 37" i Joaquim Rodríguez (Team Katusha) 3' 48", cosa que els allunya molt de les posicions capdavanteres.
|    | Ciclista                   | Equip                   | Temps    |
| -- | -------------------------- | ----------------------- | -------- |
| 1  | Tony Martin (GER)          | Omega Pharma-Quick Step | 36' 54"  |
| 2  | Rohan Dennis (AUS)         | Garmin-Sharp            | + 47"    |
| 3  | Chris Froome (GBR)         | Team Sky                | + 52"    |
| 4  | Jonathan Castroviejo (ESP) | Movistar Team           | + 1' 08" |
| 5  | Michał Kwiatkowski (POL)   | Omega Pharma-Quick Step | + 1' 13" |
| 6  | Edvald Boasson Hagen (NOR) | Team Sky                | + 1' 19" |
| 7  | Richie Porte (AUS)         | Team Sky                | + 1' 20" |
| 8  | Jan Bárta (CZE)            | NetApp-Endura           | + 1' 36" |
| 9  | Marco Pinotti (ITA)        | BMC Racing Team         | + 1' 38" |
| 10 | Geraint Thomas (GBR)       | Team Sky                | + 1' 42" |

|    | Ciclista                   | Equip                   | Temps       |
| -- | -------------------------- | ----------------------- | ----------- |
| 1  | Rohan Dennis (AUS)         | Garmin-Sharp            | 12h 40' 00" |
| 2  | Chris Froome (GBR)         | Team Sky                | + 5"        |
| 3  | Michał Kwiatkowski (POL)   | Omega Pharma-Quick Step | + 26"       |
| 4  | Edvald Boasson Hagen (NOR) | Team Sky                | + 32"       |
| 5  | Richie Porte (AUS)         | Team Sky                | + 33"       |
| 6  | Geraint Thomas (GBR)       | Team Sky                | + 55"       |
| 7  | David Veilleux (CAN)       | Team Europcar           | + 1' 09"    |
| 8  | Leopold König (CZE)        | NetApp-Endura           | + 1' 11"    |
| 9  | Stef Clement (NED)         | Blanco Team             | + 1' 14"    |
| 10 | Andrí Hrivko (UKR)         | Astana Qazaqstan Team   | + 1' 26"    |

### 5a etapa
6 de juny de 2013 - Grésy-sur-Aix - Valmorel, 139,0 km
Primera etapa de
 amb final en alt de la present edició de la cursa, amb una ascensió final fins a l'estació d'esquí de Valmorel, als afores de Les Avanchers-Valmorel, de categoria especial i 12,7 km al 7%. Amb tot, fins a arribar fins a aquesta ascensió final, el recorregut no presenta grans dificultats, ja que sols se supera una cota de tercera categoria (km 25,5) i dues de quarta (km 67 i 111). L'esprint del dia es troba a La Bâthie, abans de la segona cota de quarta categoria.
Vers el quilòmetres 20 es forma una nombrosa escapada composta per quinze corredors, entre els quals hi havia el líder de la muntanya, Thomas Damuseau (Argos-Shimano) i sent Francesco Gavazzi (Astana Qazaqstan Team) el millor classificat a poc menys de tres minuts del líder. La màxima diferència dels escapats fou d'uns cinc minuts, però el grup principal reduí les diferència en acostar-se a la darrera ascensió. Ja en l'ascensió final Matthew Busche (RadioShack-Leopard) marxà en solitari, però els moviments d'Alejandro Valverde (Movistar Team), primer, i més tard Alberto Contador (Team Saxo-Tinkoff) i Chris Froome (Team Sky) van fer que fos superat en els darrers metres. Froome atacà en els darrers metres, per emportar-se la victòria i el liderat.
|    | Ciclista                 | Equip                 | Temps      |
| -- | ------------------------ | --------------------- | ---------- |
| 1  | Chris Froome (GBR)       | Team Sky              | 3h 28' 39" |
| 2  | Alberto Contador (ESP)   | Team Saxo-Tinkoff     | + 4"       |
| 3  | Matthew Busche (USA)     | RadioShack-Leopard    | + 4"       |
| 4  | Alejandro Valverde (ESP) | Movistar Team         | + 10"      |
| 5  | Michael Rogers (AUS)     | Team Saxo-Tinkoff     | + 12"      |
| 6  | Daniel Moreno (ESP)      | Team Katusha          | + 12"      |
| 7  | Rein Taaramäe (EST)      | Cofidis               | + 12"      |
| 8  | Daniel Navarro (ESP)     | Cofidis               | + 21"      |
| 9  | Richie Porte (AUS)       | Team Sky              | + 24"      |
| 10 | Jakob Fuglsang (DEN)     | Astana Qazaqstan Team | + 29"      |

|    | Ciclista                 | Equip                   | Temps       |
| -- | ------------------------ | ----------------------- | ----------- |
| 1  | Chris Froome (GBR)       | Team Sky                | 16h 08' 44" |
| 2  | Richie Porte (AUS)       | Team Sky                | + 52"       |
| 3  | Rohan Dennis (AUS)       | Garmin-Sharp            | + 54"       |
| 4  | Michael Rogers (AUS)     | Team Saxo-Tinkoff       | + 1' 37"    |
| 5  | Daniel Moreno (ESP)      | Team Katusha            | + 1' 47"    |
| 6  | Daniel Navarro (ESP)     | Cofidis                 | + 1' 49"    |
| 7  | Rein Taaramäe (EST)      | Cofidis                 | + 1' 52"    |
| 8  | Michał Kwiatkowski (POL) | Omega Pharma-Quick Step | + 1' 58"    |
| 9  | Leopold König (CZE)      | NetApp-Endura           | + 2' 16"    |
| 10 | Jakob Fuglsang (DEN)     | Astana Qazaqstan Team   | + 2' 20"    |

### 6a etapa
7 de juny de 2013 - La Léchère - Grenoble, 143,0 km
Etapa curta, però accidentada en el seu tram central, ja que després d'uns primers 50 km gairebé plans, en què es passa per l'esprint d'Albertville, a partir de la cota d'Arvillard (km 60,5) i durant 40 km els ciclistes hauran de superar tres dificultats muntanyoses més: el coll de Barioz, de 1a categoria al km 80,5 (7,1 km al 7,3%), el Coll des Ayes, de segona (km 90,5, 3,8 km al 8,1%) i el coll des Mouilles, de quarta, al km 98 (2,0 km al 6,1%). A partir d'aquest punt el recorregut planeja per tot seguit iniciar el descens cap a Grenoble.
El grup arriba compacte al pas per l'esprint intermedi, en què Gianni Meersman (Omega Pharma-Quick Step) augmenta les diferències respecte als immediats perseguidors en la classificació per punts. Tot seguit ataquen tres ciclistes, obtenint fins a dos minuts, però en l'ascensió al coll de Barioz s'hi afegiran cinc ciclistes més, entre ells Thomas Voeckler (Team Europcar) i José Herrada (Movistar Team). Amb tot el Team Sky el tingué controlats en tot moment, sense passar dels tres minuts de diferència. El BMC Racing Team també ajudar a reduir les diferències. Entre el grup capdavanter es van produir diversos atacs, fent que tres ciclistes perdessin contacte, sent finalment quatre els ciclistes que es jugaren la victòria a l'esprint, en què Voeckler demostrà ser el més fort. El grup del líder arribà a 46", sense que es produïssin canvis a la general.
|    | Ciclista                   | Equip                        | Temps      |
| -- | -------------------------- | ---------------------------- | ---------- |
| 1  | Thomas Voeckler (FRA)      | Team Europcar                | 3h 24' 13" |
| 2  | José Herrada (ESP)         | Movistar Team                | m. t.      |
| 3  | Kevin Seeldraeyers (BEL)   | Astana Qazaqstan Team        | m. t.      |
| 4  | Iegor Silin (RUS)          | Astana Qazaqstan Team        | m. t.      |
| 5  | Edvald Boasson Hagen (NOR) | Team Sky                     | + 46"      |
| 6  | Gianni Meersman (BEL)      | Omega Pharma-Quick Step      | + 46"      |
| 7  | Francesco Gavazzi (ITA)    | Astana Qazaqstan Team        | + 46"      |
| 8  | Wesley Sulzberger (AUS)    | Orica-GreenEDGE              | + 46"      |
| 9  | Arnaud Gérard (FRA)        | Bretagne-Séché Environnement | + 46"      |
| 10 | Michał Kwiatkowski (POL)   | Omega Pharma-Quick Step      | + 46"      |

|    | Ciclista                 | Equip                   | Temps       |
| -- | ------------------------ | ----------------------- | ----------- |
| 1  | Chris Froome (GBR)       | Team Sky                | 19h 33' 43" |
| 2  | Richie Porte (AUS)       | Team Sky                | + 52"       |
| 3  | Rohan Dennis (AUS)       | Garmin-Sharp            | + 54"       |
| 4  | Michael Rogers (AUS)     | Team Saxo-Tinkoff       | + 1' 37"    |
| 5  | Daniel Moreno (ESP)      | Team Katusha            | + 1' 47"    |
| 6  | Daniel Navarro (ESP)     | Cofidis                 | + 1' 49"    |
| 7  | Rein Taaramäe (EST)      | Cofidis                 | + 1' 52"    |
| 8  | Michał Kwiatkowski (POL) | Omega Pharma-Quick Step | + 1' 58"    |
| 9  | Leopold König (CZE)      | NetApp-Endura           | + 2' 16"    |
| 10 | Jakob Fuglsang (DEN)     | Astana Qazaqstan Team   | + 2' 20"    |

### 7a etapa
8 de juny de 2013 - Pont-de-Claix - SuperDévoluy, 187,5 km
L'etapa reina de la present edició compta amb cinc ports puntuables, el primer dels quals és l'Alpe d'Huez, de categoria especial i 12 km al 8,6% de mitjana. Un petit descens condueix els ciclistes cap al coll de Sarenne (3 km al 7,0%), de segona categoria. Un llarg descens condueix cap al coll d'Ornon, de primera categoria, i tot seguit cap a l'avituallament de Valbonnais i l'esprint intermedi de Còrps. En els darrers quilòmetres els ciclistes han d'afrontar dues ascensions més, el coll de lo Noier, de primera, i l'ascensió final a SuperDévoluy, de tercera.
Un grup de 22 ciclistes, pertanyents a 17 equips, formen l'escapada del dia, els quals tenen tres minuts de diferència al peus per l'Alpe d'Huez i de quatre minuts quan es corona. Els principals integrants de l'escapada són Thomas de Gendt (Vacansoleil-DCM) i Kevin Seeldraeyers (Astana Qazaqstan Team). El grup d'escapats es va trencar en l'ascensió al coll d'Ornon, alhora que l'avantatge arribava als cinc minuts. Als peus de coll de lo Noier es mantenien al capdavant una dotzena d'escapats amb tan sols un minut i mig sobre el grup principal. Prop del cim atacà Samuel Sánchez (Euskaltel–Euskadi) junt a Jakob Fuglsang (Astana Qazaqstan Team), superant els escapats en l'ascensió final. En la lluita per la victòria Sánchez fou el més ràpid, aconseguint d'aquesta manera la primera victòria de la temporada per l'equip. No hi hagué cap canvi significatiu en la general.
|    | Ciclista                 | Equip                 | Temps      |
| -- | ------------------------ | --------------------- | ---------- |
| 1  | Samuel Sánchez (ESP)     | Euskaltel–Euskadi     | 5h 26' 14" |
| 2  | Jakob Fuglsang (DEN)     | Astana Qazaqstan Team | m. t.      |
| 3  | Richie Porte (AUS)       | Team Sky              | + 15"      |
| 4  | Daniel Moreno (ESP)      | Team Katusha          | + 16"      |
| 5  | Stef Clement (NED)       | Blanco Team           | + 16"      |
| 6  | Alejandro Valverde (ESP) | Movistar Team         | + 16"      |
| 7  | Chris Froome (GBR)       | Team Sky              | + 16"      |
| 8  | Daniel Navarro (ESP)     | Cofidis               | + 16"      |
| 9  | Michael Rogers (AUS)     | Team Saxo-Tinkoff     | + 16"      |
| 10 | Alberto Contador (ESP)   | Team Saxo-Tinkoff     | + 23"      |

|    | Ciclista                 | Equip                 | Temps       |
| -- | ------------------------ | --------------------- | ----------- |
| 1  | Chris Froome (GBR)       | Team Sky              | 25h 00' 13" |
| 2  | Richie Porte (AUS)       | Team Sky              | + 51"       |
| 3  | Michael Rogers (AUS)     | Team Saxo-Tinkoff     | + 1' 37"    |
| 4  | Daniel Moreno (ESP)      | Team Katusha          | + 1' 47"    |
| 5  | Daniel Navarro (ESP)     | Cofidis               | + 1' 49"    |
| 6  | Jakob Fuglsang (DEN)     | Astana Qazaqstan Team | + 2' 04"    |
| 7  | Stef Clement (NED)       | Blanco Team           | + 2' 32"    |
| 8  | Alejandro Valverde (ESP) | Movistar Team         | + 2' 47"    |
| 9  | Rohan Dennis (AUS)       | Garmin-Sharp          | + 2' 48"    |
| 10 | Alberto Contador (ESP)   | Team Saxo-Tinkoff     | + 2' 56"    |

### 8a etapa
9 de juny de 2013 - Sisteron - Risós, 155,5 km
La darrera etapa del Dauphiné tornava a ser de muntanya, amb tres ports en el seu recorregut. Amb un terreny ascendent des del començament de l'etapa, la primera dificultat, de tercera categoria, es trobava al km 52,5. L'esprint del dia, situat a Jausiers (km 96), obria les portes al darrer tram de l'etapa en què s'encadenaven dues ascensions de primera categoria: el coll de Vars (km 119, 10,4 km al 7,0%) i l'ascensió final a Risós (14 km al 6,7%).
Com en la jornada precedent es torna a formar una nombrosa escapada integrada per 24 ciclistes, pertanyents a 17 equips. Entre els escapats hi havia el líder de la muntanya, Thomas Damuseau (Argos-Shimano), que d'aquesta manera s'assegurava la victòria final en aquesta classificació. Al pas per la cota de la Bréole disposaven d'un avantatge de tres minuts i mig sobre el gran grup. En l'ascensió al coll de Vars Tim Wellens (Lotto-Belisol) i Alessandro de Marchi (Cannondale) atacaren, unint-se a ells poc després Travis Meyer (Orica-GreenEDGE), Manuel Quinziato (BMC Racing Team) i Alberto Losada (Team Katusha). Amb una diferència propera als tres minuts afrontaren l'ascensió final. Wallens fou el primer a atacar, però De Marchi l'atrapà i superà, per dirigir-se en solitari cap a la seva primera victòria com a professional. Per darrere el Team Sky, amb Chris Froome i Richie Porte al capdavant del grup, controlà la situació en tot moment. Sols Michael Rogers (Team Saxo-Tinkoff) es despenjà, perdent la tercera posició en la general que ocupava fins aleshores, en detriment de Daniel Navarro (Team Katusha).
|    | Ciclista                   | Equip                 | Temps      |
| -- | -------------------------- | --------------------- | ---------- |
| 1  | Alessandro de Marchi (ITA) | Cannondale            | 4h 28' 09" |
| 2  | Chris Froome (GBR)         | Team Sky              | + 24"      |
| 3  | Andrew Talansky (USA)      | Garmin-Sharp          | + 24"      |
| 4  | Richie Porte (AUS)         | Team Sky              | + 31"      |
| 5  | Jakob Fuglsang (DEN)       | Astana Qazaqstan Team | + 38"      |
| 6  | Alejandro Valverde (ESP)   | Movistar Team         | + 49"      |
| 7  | Joaquim Rodríguez (ESP)    | Team Katusha          | + 49"      |
| 8  | Daniel Moreno (ESP)        | Team Katusha          | + 49"      |
| 9  | Daniel Navarro (ESP)       | Cofidis               | + 55"      |
| 10 | Rohan Dennis (AUS)         | Garmin-Sharp          | + 1' 00"   |

|    | Ciclista                 | Equip                 | Temps       |
| -- | ------------------------ | --------------------- | ----------- |
| 1  | Chris Froome (GBR)       | Team Sky              | 29h 28' 46" |
| 2  | Richie Porte (AUS)       | Team Sky              | + 58"       |
| 3  | Daniel Moreno (ESP)      | Team Katusha          | + 2' 12"    |
| 4  | Jakob Fuglsang (DEN)     | Astana Qazaqstan Team | + 2' 18"    |
| 5  | Daniel Navarro (ESP)     | Cofidis               | + 2' 20"    |
| 6  | Michael Rogers (AUS)     | Team Saxo-Tinkoff     | + 3' 08"    |
| 7  | Alejandro Valverde (ESP) | Movistar Team         | + 3' 12"    |
| 8  | Rohan Dennis (AUS)       | Garmin-Sharp          | + 3' 24"    |
| 9  | Samuel Sánchez (ESP)     | Euskaltel–Euskadi     | + 4' 25"    |
| 10 | Alberto Contador (ESP)   | Team Saxo-Tinkoff     | + 4' 27"    |

## Classificacions finals

### Classificació general
|    | Ciclista                 | Equip                 | Temps       |
| -- | ------------------------ | --------------------- | ----------- |
| 1  | Chris Froome (GBR)       | Team Sky              | 29h 28' 46" |
| 2  | Richie Porte (AUS)       | Team Sky              | + 58"       |
| 3  | Daniel Moreno (ESP)      | Team Katusha          | + 2' 12"    |
| 4  | Jakob Fuglsang (DEN)     | Astana Qazaqstan Team | + 2' 18"    |
| 5  | Daniel Navarro (ESP)     | Cofidis               | + 2' 20"    |
| 6  | Michael Rogers (AUS)     | Team Saxo-Tinkoff     | + 3' 08"    |
| 7  | Alejandro Valverde (ESP) | Movistar Team         | + 3' 12"    |
| 8  | Rohan Dennis (AUS)       | Garmin-Sharp          | + 3' 24"    |
| 9  | Samuel Sánchez (ESP)     | Euskaltel–Euskadi     | + 4' 25"    |
| 10 | Alberto Contador (ESP)   | Team Saxo-Tinkoff     | + 4' 27"    |

### Classificacions secundàries
|   | Ciclista                 | Equip                 | Punts |
| - | ------------------------ | --------------------- | ----- |
| 1 | Thomas Damuseau (FRA)    | Argos-Shimano         | 109   |
| 2 | Kevin Seeldraeyers (BEL) | Astana Qazaqstan Team | 77    |
| 3 | Christopher Froome (GBR) | Team Sky              | 46    |
| 4 | David Veilleux (CAN)     | Team Europcar         | 45    |
| 5 | Aleksei Lutsenko (KAZ)   | Astana Qazaqstan Team | 35    |

|   | Ciclista                   | Equip                   | Punts |
| - | -------------------------- | ----------------------- | ----- |
| 1 | Gianni Meersman (BEL)      | Omega Pharma-Quick Step | 49    |
| 2 | Christopher Froome (GBR)   | Team Sky                | 47    |
| 3 | Richie Porte (AUS)         | Team Sky                | 32    |
| 4 | Edvald Boasson Hagen (NOR) | Team Sky                | 26    |
| 5 | Jakob Fuglsang (DEN)       | Astana Qazaqstan Team   | 23    |

|   | Ciclista               | Equip                 | Temps       |
| - | ---------------------- | --------------------- | ----------- |
| 1 | Rohan Dennis (AUS)     | Garmin-Sharp          | 29h 39' 10" |
| 2 | Alexandre Geniez (FRA) | FDJ                   | + 3' 53"    |
| 3 | Warren Barguil (FRA)   | Argos-Shimano         | + 8' 48"    |
| 4 | Dominik Nerz (GER)     | BMC Racing Team       | + 10' 13"   |
| 5 | Iegor Silin (RUS)      | Astana Qazaqstan Team | + 11' 52"   |

| # | Equip                 | Temps       |
| - | --------------------- | ----------- |
| 1 | Team Sky              | 88h 35' 44" |
| 2 | Team Saxo-Tinkoff     | + 12' 18"   |
| 3 | Euskaltel–Euskadi     | + 23' 27"   |
| 4 | Astana Qazaqstan Team | + 24' 34"   |
| 5 | Cofidis               | + 25' 50"   |

### UCI World Tour
El Critèrium del Dauphiné atorga punts per l'UCI World Tour 2013 sols als ciclistes dels equips de categoria ProTeam.
| Posició               | 1r  | 2n | 3r | 4t | 5è | 6è | 7è | 8è | 9è | 10è |
| Classificació general | 100 | 80 | 70 | 60 | 50 | 40 | 30 | 20 | 10 | 4   |
| Per etapa             | 6   | 4  | 2  | 1  | 1  |    |    |    |    |     |

| #  | Ciclista                 | Equip                   | Punts |
| -- | ------------------------ | ----------------------- | ----- |
| 1  | Christopher Froome (GBR) | Team Sky                | 113   |
| 2  | Richie Porte (AUS)       | Team Sky                | 84    |
| 3  | Daniel Moreno (ESP)      | Team Katusha            | 71    |
| 4  | Jakob Fuglsang (DEN)     | Astana Qazaqstan Team   | 65    |
| 5  | Michael Rogers (AUS)     | Team Saxo-Tinkoff       | 41    |
| 6  | Alejandro Valverde (ESP) | Movistar Team           | 31    |
| 7  | Rohan Dennis (AUS)       | Garmin-Sharp            | 24    |
| 8  | Samuel Sánchez (ESP)     | Euskaltel–Euskadi       | 16    |
| 9  | Gianni Meersman (BEL)    | Omega Pharma-Quick Step | 10    |
| 10 | Alberto Contador (ESP)   | Team Saxo-Tinkoff       | 8     |

| Classificats de l'11 al 28 | Classificats de l'11 al 28        | Classificats de l'11 al 28 | Classificats de l'11 al 28 |
| -------------------------- | --------------------------------- | -------------------------- | -------------------------- |
| 11                         | Edvald Boasson Hagen (NOR)        | Team Sky                   | 7                          |
| 11                         | Elia Viviani (ITA)                | Cannondale                 | 7                          |
| 13                         | Tony Martin (GER)                 | Omega Pharma-Quick Step]   | 6                          |
| 13                         | Alessandro de Marchi (ITA)        | Cannondale                 | 6                          |
| 15                         | José Herrada (ESP)                | Movistar Team              | 4                          |
| 15                         | Michael Matthews (AUS)            | Orica-GreenEDGE            | 4                          |
| 17                         | Matthew Busche (USA)              | RadioShack-Leopard         | 2                          |
| 17                         | Tony Gallopin (FRA)               | RadioShack-Leopard         | 2                          |
| 17                         | Kevin Seeldraeyers (BEL)          | Astana Qazaqstan Team      | 2                          |
| 17                         | Tom-Jelte Slagter (NED)           | Blanco Team                | 2                          |
| 17                         | Andrew Talansky (USA)             | Garmin-Sharp               | 2                          |
| 22                         | Jonathan Castroviejo (ESP)        | Movistar Team              | 1                          |
| 22                         | Stef Clement (NED)                | Blanco Team                | 1                          |
| 22                         | Anthony Geslin (FRA)              | FDJ                        | 1                          |
| 22                         | Thor Hushovd (NOR)                | BMC Racing Team            | 1                          |
| 22                         | Reinardt Janse van Rensburg (RSA) | Argos-Shimano              | 1                          |
| 22                         | Michał Kwiatkowski (POL)          | Omega Pharma-Quick Step    | 1                          |
| 22                         | Iegor Silin (KAZ)                 | Astana Qazaqstan Team      | 1                          |

## Evolució de les classificacions
| Etapa | Vencedor             | Classificació general | Classificació de la muntanya | Classificació per punts | Classificació dels joves | Classificació per equips |
| ----- | -------------------- | --------------------- | ---------------------------- | ----------------------- | ------------------------ | ------------------------ |
| 1     | David Veilleux       | David Veilleux        | David Veilleux               | David Veilleux          | Tom-Jelte Slagter        | Team Europcar            |
| 2     | Elia Viviani         | David Veilleux        | Thomas Damuseau              | Gianni Meersman         | Tony Gallopin            | Team Europcar            |
| 3     | Edvald Boasson Hagen | David Veilleux        | Thomas Damuseau              | Gianni Meersman         | Tony Gallopin            | Team Europcar            |
| 4     | Tony Martin          | Rohan Dennis          | Thomas Damuseau              | Gianni Meersman         | Rohan Dennis             | Team Sky                 |
| 5     | Chris Froome         | Chris Froome          | Thomas Damuseau              | Gianni Meersman         | Rohan Dennis             | Team Sky                 |
| 6     | Thomas Voeckler      | Chris Froome          | Thomas Damuseau              | Gianni Meersman         | Rohan Dennis             | Team Sky                 |
| 7     | Samuel Sánchez       | Chris Froome          | Thomas Damuseau              | Gianni Meersman         | Rohan Dennis             | Team Sky                 |
| 8     | Alessandro de Marchi | Chris Froome          | Thomas Damuseau              | Gianni Meersman         | Rohan Dennis             | Team Sky                 |
| Final | Final                | Chris Froome          | Thomas Damuseau              | Gianni Meersman         | Rohan Dennis             | Team Sky                 |